# ساري باغ
ساري باغ هي قرية في مقاطعة تكاب، إيران. يقدر عدد سكانها بـ 120 نسمة بحسب إحصاء 2016.